# Paramesodes wilsoni
Paramesodes wilsoni är en insektsart som beskrevs av Rama Subba Rao och K. Ramakrishnan 1990. Paramesodes wilsoni ingår i släktet Paramesodes och familjen dvärgstritar. Inga underarter finns listade i Catalogue of Life.